# Grigorești, Sîngerei
Grigorești este un sat din cadrul comunei Alexăndreni din raionul Sîngerei, Republica Moldova.

## Istorie
Satul Grigorești a fost întemeiat în anul 1902. Grigorești aproape că s-a contopit cu zona industrială a fabricii de zahăr din vecinătate. Localnicii se ocupă cu legumicultura și creșterea animalelor, cultivarea tutunului și sfeclei de zahăr.
În perioada sovietică locuitorii din Grigorești au alcătuit o brigadă complexă a gospodăriei colective din Alexăndreni, specializat în cultivarea sfeclei de zahăr.
Hramul satului se sărbătorește la 14 octombrie, de Acoperământul Maicii Domnului.

## Geografie
Localitatea este situată pe malul stâng al râului Răut, la 43 km de orașul Sîngerei și la 151 km de Chișinău.

## Resurse naturale
Suprafața terenului agricol în sectorul public este de 777 ha, dintre care pământ arabil – 513 ha. Sectorul privat – 150 ha.

## Sfera socială
Satul Grigorești dispune de un magazin, instituție preșcolară, centru medical, bibliotecă.

## Demografie

### Structura etnică
Conform datelor recensământului populației din 2004, populația satului constituia 1278 de oameni, dintre care 49.37% - bărbați și 50.63% - femei.:
| Grup etnic                           | Populație | % Procentaj |
| ------------------------------------ | --------- | ----------- |
| Băștinași declarați Moldoveni/Români | 1 202     | 94.05%      |
| Ruși                                 | 19        | 1.49%       |
| Ucraineni                            | 55        | 4.3%        |
| Alții                                | 2         | 0.16%       |
| Total                                | 1 278     | 100%        |